# Kupferrecycling
Kupferrecycling ist die industrielle Wiederverwertung von Altkupfer. Recyceltes Kupfer besitzt dieselbe Qualität wie der Primärrohstoff.
Für ein kreislaufwirtschaftsgerechtes Kupferrecycling sorgen in Westeuropa Unternehmen mit umweltneutralen Prozesstechnologien und Recyclingwegen. Der Metallhandel erfasst die Altmetalle, bereitet sie auf und beliefert die Kupferhütten mit klassifizierten, sortengerechten Rohstoffen. Es existieren auch direkte Recyclingwege zwischen der kupferverarbeitenden Industrie und den Recyclinghütten. Für die bei der Kupferproduktion anfallenden kupferhaltigen Reststoffe bestehen geschlossene Verwertungswege.

## Recyclingrate
Kupfer erreicht in Deutschland eine Recyclingrate von gut 50 % (Stand 2020), weltweit sind es etwa ein Drittel. Diese klassische Recyclingrate (englisch Recycling Input Rate) bezeichnet den Anteil der Sekundärproduktion an der Gesamtproduktion. Dabei muss man beachten, dass Kupferbauteile langlebige Güter sind: ein Kupferdach hält mindestens 60–80 Jahre, Autos sind im Durchschnitt 10 Jahre alt. Weiterhin steigt der globale Bedarf und die Menge an Kupfer in Gebrauch nimmt somit zu. Unter Annahme einer durchschnittlichen Lebensdauer von ca. 33 Jahren für Kupferprodukte vergleicht man die Altkupfermenge von heute mit der Kupferproduktion in der Vergangenheit und erhält damit einen Anteil von wiederverwertetem Kupfer in Höhe von ca. 80 Prozent. Diese effektive Recyclingquote (englisch Overall Recycling Efficiency Rate) bezieht somit den anwachsenden "Kupferspeicher" während des Gebrauchs statistisch mit ein.

## Ausgangsmaterial
Kupferschrott wird in die folgenden Qualitätsstufen eingeteilt:
- Kupfer Millberry: saubere Kupferdrähte mit einem Durchmesser von mindestens 1 mm. Der Draht muss von der Isolation „kalt“ d. h. rein mechanisch getrennt worden sein, ohne Anhaftungen von Schmutz, Fett, Zinn oder Rückstände vom Abbrennen der Isolation. Millbery-Kupfer zeichnet sich durch seine rot-gold-gelb-glänzende Farbe aus.
- Kupfer Berry: leicht oxidierter Kupferdraht
- Kupfer-Raff: oxidiertes bzw. verunreinigtes Kupfer, das bereits verwendet wurde und in der Raffinerie wieder aufbereitet wird. Es hat eine Reinheit von mindestens 95 Prozent.
- Karat Birch: Kupfer-Mischschrott, der einen hohen Anteil von anderen Metallen oder Kunststoffen aufweist.

## Methoden für das Kupferrecycling
Von den Sekundärrohstoffen wie Metallschrott werden Begleitmetalle wie Eisen mittels Magnet aussortiert und Kunststoffe mittels Dichtesortierung vom Kupfer getrennt. Der reine Kupferschrott lässt sich durch Schmelzen im Induktionsofen wiedergewinnen. Dann lässt er sich wieder zu Produkten verarbeiten.
Kupferarme Schrotte müssen in einem Konzentrationsschmelzprozess aufbereitet werden.
Die Ablagerung von Stoffen auf Deponien wird damit weitgehend vermieden.